# Муйинга
Муйинга (рунди Muyinga; ранее также Мухинга) — город на северо-востоке Бурунди, административный центр одноимённой провинции.

## Географическое положение
Город находится в восточной части провинции, к западу от реки Рувуву, вблизи границы с Танзанией. Абсолютная высота — 1731 метр над уровнем моря. Муйинга расположена на расстоянии приблизительно 117 километров к северо-востоку от Бужумбуры, крупнейшего города страны.

## Население
По данным переписи 1991 года численность населения Муйинги составляла 5533 человек.
Динамика численности населения города по годам:
| 1991 | 2008 |
| ---- | ---- |
| 5533 | 9609 |

## Транспорт
Ближайший аэропорт расположен в танзанийском городе Нгара.

## Религия
Город является центром католической епархии Муйинги.

## Известные уроженцы
- Ндимира, Паскаль-Ферме — бурундийский политический и государственный деятель, премьер-министр Бурунди (1996—1998).